# Rodolfo Pini
Rodolfo Pini Giovio (Fray Bentos, Uruguay, 12 de noviembre de 1926-31 de mayo de 2000) fue un futbolista uruguayo que jugaba como centrocampista. Era hermano del también jugador de fútbol Raúl Pini.

## Selección nacional
Fue internacional con la selección uruguaya en 6 ocasiones y convirtió 2 goles. Hizo su debut el 18 de mayo de 1944 en un amistoso contra Brasil en São Paulo, que terminó en victoria para los locales por 4-0. Fue campeón del mundo en 1950, pese a no haber jugado ningún partido durante el torneo.

### Participaciones en Copas del Mundo
| Mundial                        | Sede   | Resultado | Partidos | Goles |
| ------------------------------ | ------ | --------- | -------- | ----- |
| Copa Mundial de Fútbol de 1950 | Brasil | Campeón   | 0        | 0     |

## Clubes
| Club           | País    | Año         |
| -------------- | ------- | ----------- |
| Nacional       | Uruguay | 1940 - 1950 |
| Rampla Juniors | Uruguay | 1951 - 1952 |

## Palmarés

### Campeonatos nacionales
| Título              | Equipo   | País    | Año  |
| ------------------- | -------- | ------- | ---- |
| Campeonato Uruguayo | Nacional | Uruguay | 1939 |
| Torneo de Honor     | Nacional | Uruguay | 1940 |
| Campeonato Uruguayo | Nacional | Uruguay | 1940 |
| Torneo de Honor     | Nacional | Uruguay | 1941 |
| Campeonato Uruguayo | Nacional | Uruguay | 1941 |
| Torneo de Honor     | Nacional | Uruguay | 1942 |
| Campeonato Uruguayo | Nacional | Uruguay | 1942 |
| Torneo de Honor     | Nacional | Uruguay | 1943 |
| Campeonato Uruguayo | Nacional | Uruguay | 1943 |
| Torneo Competencia  | Nacional | Uruguay | 1945 |
| Torneo de Honor     | Nacional | Uruguay | 1946 |
| Campeonato Uruguayo | Nacional | Uruguay | 1946 |
| Campeonato Uruguayo | Nacional | Uruguay | 1947 |
| Torneo Competencia  | Nacional | Uruguay | 1948 |
| Torneo de Honor     | Nacional | Uruguay | 1948 |
| Campeonato Uruguayo | Nacional | Uruguay | 1950 |

### Torneos internacionales
| Título                 | Equipo (*) | Sede       | Año  |
| ---------------------- | ---------- | ---------- | ---- |
| Copa Aldao             | Nacional   | Montevideo | 1946 |
| Copa Mundial de Fútbol | Uruguay    | Brasil     | 1950 |